# Рон Џереми
Роналд Џереми Хајат (енгл. Ronald Jeremy Hyatt; *12. марта 1953.) је амерички порнографски глумац, познатији под именом Рон Џереми (енгл. Ron Jeremy). Надимак му је Јеж "The Hedgehog", а на листи часописа АВН, најбољих „50 порно звезда свих времена“, рангиран је на првом месту. Рон се појављивао у не-порнографским филмовима, као што су „Потера“, „Оргазмо“, „Они гризу“, „Свеци против мафије“, „Адреналин 2: високи напон“, „Поултригеист: Ноћ мртвог пилета“, „Детроит град рока“ и „54“. Режисер Скот Џ. Џил је 2001. године снимио документарац о њему и његовом наслеђу „Порно Звезда: Легенда о Рону Џеремију“.
Постао је чувен по томе што је могао да уради аутофелацио, први пут у филму Inside Seka, који је уједно и његово прво остварење.
Проглашен је и „оцем аналне индустрије“.
Дужина његовог пениса је 9,75 инча, тј око 23 cm.

## Приватни живот
Рон Џереми је рођен у Квинсу, Њујорк, у породици Јевреја. Његов отац, Арнолд, је био психијатар, а мајка лектор, која је током Другог светског рата служила у КСУ, пошто је течно говорила немачки и француски.
Рон је похађао средњу школу Кардозо, у Бајсајду, Квинс. Са њим у одељење су ишли и бивши директор ЦИА Џорџ Тенет и глумац Реџиналд ВелЏонсон. Џереми је дипломирао из области образовања и позоришта, а мастер у области специјалног образовања на Квинс колеџу у Њујорку. Подучавао је специјално образовање у Њујорку, а једно време је и био замена у редовној настави.

## Порнографска каријера
Рон Џереми је напустио професорску каријеру (назвао ју је „кец у рукаву"), и одлучио да развије глумачку каријеру у Њујорку и каже да је научио како је то не зарађивати новац као глумац који „гладује на офф-Бродвеју“. Рон је позирао за Playgirl, када је његова тадашња девојка послала слике у часопис, а затим се „преселио“ у индустрију филмова за одрасле, која га је издржавала.
У почетку је професионално користио своје име и средње име у индустрији за одрасле, након што су људи контактирали његову баку Роуз, мислећи да зову њега. Роуз, тада пријављена у именику хотела Хајат, су сатима досађивали потенцијални удварачи који су га видели у Playgirl. „Морала је да се исели из апартмана након месец дана“, признаје Рон, „Мој отац ми је рекао: 'Ако желиш да будеш у том голом, лудом послу, нек ти буде, али ако опет будеш користио породично име, ја ћу те убити.'".
Џеремију је надимак Јеж енгл. The Hedgehog дао Вилијам Марголд, након инцидента на Олимпијској Грозници енгл. Olympic Fever, сниманој 1979. године. Рон је долетео из Њујорка да сними филм, носећи само мајицу и шорц, очекујући топло време. Током вожње мотором до сета, који се налазио у близини Лејк Ароухеда у калифорнијским планинама, време се погоршало, до мећавских услова, које га је охладило до тачке хипотермије. Када је стигао на сет, Рон је одмах збрисао под топао туш. Када је изашао из туша, кожа му је попримила јарко розе нијансу, због велике разлике у температурама, а длаке на његовом телу су се укрутиле. Када га је Марголд видео након туширања рекао је: „Ви сте јеж мој пријатељу. Јеж који говори." Насупрот популарном мишљењу надимак није добио због своје тежине, јер је у то време био поприлично физички способан.
Џереми се налази у Гинисовој књизи рекорда за „Највише улога у порно филмовима"; његова страница на Internet Adult Film Database садржи преко 2000 филмова у којима је наступао, уз 281 које је режирао. Ради поређења, Џон Холмс, следећа највиша рангирана мушка порно звезда на АВН-овој листи Најбољих 50, има само 384 улога на IAFD-у.
Једно време је кружила шала по индустрији да „настране ствари које неке глумице не желе да раде су зоофилија, садомазохизам и секс са Џеремијем“. За разлику од многих својих колега, Рон Џереми је потпуно ван форме. Добио је на килажи, а и пенис му је променио облик. Међутим, од тада је он признат у порно индустрији тако што је примљен и у АВН-ову и у XRCO-ву (енгл. X-Rated Critics Organization) кућу славних. Поред тога Џеремијев рад му је донео и звезду на Стази Славних порно глумаца која се налази у Едисону, Њу Џерзи.